# شورت تایپ ۱۸۴
شورت تایپ ۱۸۴ (به انگلیسی: Short Type 184) یک هواگرد از نوع هواگرد شناسایی / هواگرد اژدرافکن ساخت شرکت برادران شورت است. هواگرد تایپ-۱۸۴ نخستین پروازش را در ۱۹۱۵ میلادی انجام داد. این هواگرد در سال ۱۹۱۵ میلادی رسماً معرفی گردید. در مجموع، تعداد ۹۳۶ فروند از این هواگرد ساخته شده‌است.
طراح این هواگرد، Horace Short بود.